# Arquidiocese de Poznań
A Arquidiocese de Poznań (Archidiœcesis Posnaniensis) é uma circunscrição eclesiástica da Igreja Católica situada em Poznań, Polônia. Seu atual arcebispo é Zbigniew Jan Zieliński. Sua Sé é a Catedral de São Pedro e São Paulo de Poznań.
Possui 415 paróquias servidas por 985 padres, abrangendo uma população de 1 513 880 habitantes, com 98,6% da dessa população jurisdicionada batizada (1 492 200 católicos).

## História
A diocese de Poznań foi fundada em 968, como a primeira diocese polonesa. Após os anos 999-1000, quando a Arquidiocese de Gniezno foi erigida, a Diocese de Poznań permaneceu isenta da sua jurisdição metropolitana até 1075. O Capítulo da Catedral de Poznań já existia no século X. Sua composição estava em constante evolução; o número máximo de membros está documentado no século XVI, quando era composto por 10 dignidades e 34 cônegos. Após a ereção da sé de Gniezno e a definição dos limites entre as duas sés, a diocese de Poznań passou a ser constituída por duas entidades territoriais não contíguas entre si, na Grande Polônia, onde se situava a sede episcopal, e na Mazóvia, onde ficava Varsóvia.
A divisão da diocese em paróquias está documentada desde o século XIII. As paróquias mais antigas são as de Oborniki, Przemęt, Zbąszyń, Kościan e Śrem. No século XV o território foi dividido em cerca de 560 paróquias. Em 1518, o bispo Jan Lubrański fundou a Academia Lubrański, o primeiro centro universitário em Poznań, que logo se tornou um centro humanístico e teológico, preparando candidatos para o estado clerical.

O Brasão de Armas da Arquidiocese

Em 16 de outubro de 1798 cedeu uma parte do território em benefício da ereção da diocese de Varsóvia (hoje arquidiocese). Em 16 de julho de 1821, como resultado da bula De salute animarum do Papa Pio VII, foi elevada à categoria de arquidiocese metropolitana e uniu aeque principaliter à arquidiocese de Gniezno. Ao mesmo tempo, a arquidiocese expandiu-se com porções de território retiradas da diocese de Wroclaw.
Em 28 de outubro de 1925, com a bula Vixdum Poloniae unitas do Papa Pio XI, as fronteiras entre as duas sés de Gniezno e Poznań foram modificadas, com uma troca mútua de 2 viacariatos: Miłosław e Jarocin passaram para Gniezno, que cedeu Ołobock e Krotoszyn a Poznan.
Durante a ocupação nazista da Polônia, quase todas as igrejas da arquidiocese foram fechadas, incluindo a catedral, que foi saqueada com todas as suas obras de arte e mobiliário sagrado. Neste período, muitos padres foram presos ou deportados e 240 morreram.
Em 3 de maio de 1946 foi de facto separada da arquidiocese de Gniezno, embora a divisão definitiva só tenha sido sancionada em 25 de março de 1992 com a bula Totus tuus Poloniae populus do Papa João Paulo II. Com a mesma bula, a arquidiocese de Poznań cedeu uma parte do seu território em benefício da ereção da diocese de Kalisz.
No dia 20 de junho de 1983, a arquidiocese acolheu pela primeira vez a visita apostólica de um pontífice, João Paulo II, em conjunto com a beatificação de Madre Urszula Ledóchowska, fundadora das Irmãs Ursulinas do Sagrado Coração de Jesus Agonizante. O Papa visitou Poznań novamente em 1997.

## Prelados
- Jordan † (968 - 984)
- Anônimo † (984 - 991/992)
- Unger † (991/992 - 999 ?)
- Tymoteusz † (1002 - 1020)
- Paulin † (1021 - 1035)
- Benedykt I † (1037 - 1048)
- Marceli † (1048 - 1065)
- Teodor † (1065 - 1087)
- Dionizy † (1088 - 1106)
- Wawrzyniec † (1106 - 1027)
- Michał ? † (1113 - ?)
- Marcin † (? - 1142)
- Bogufał I † (1142 - 1146)
- Pean † (1146 - 1152)
- Stefan † (1152 - 1156)
- Radwan † (1156 - 1164)
- Bernard † (1164 - 1172)
- Cherubin † (1172 - 1180)
- Arnold I † (1180 - 1186)
- Beato Bogumił Piotr † (1186 - 1187)
- Benedykt II † (1187 - 1193)
- Mrokota † (1193 - 1196)
- Arnold II † (1196 - 1211)
- Filip † (1211)
- Paweł † (1211 - 1240)
- Bogufał II † (1240 - 1253)
- Piotr Prawdzic † (1253 - 1254)
- Bogufał III z Czerlina † (1255 - 1265)
  - Falęta † (1266 - 1267) (bispo eleito)
- Mikołaj I † (1267 - 1273)
- Jan Wyszkowic † (1273 - 1286)
- Jan Gerbicz † (1286 - 1298)
- Andrzej Zaremba † (1298 - 1311)
- Domarat Grzymała † (1311 - 1320)
- Jan Doliwa † (1325 - 1335)
- Jan Łodzia † (1335 - 1346)
- Andrzej z Wiślicy † (11347 - 1348)
- Wojciech Pałuka † (1348 - 1355)
- Jan z Lutogniewa † (1356 - 1374)
- Mikołaj z Górki † (1375 - 1382)
- Jan Kropidło † (1382 - 1384)
- Dobrogost z Nowego Dworu † (1384 - 1394)
- Jan Kropidło † (1394 - 1394) (segunda vez)
  - Jan Kropidło † (1394 - 1395) (administrador apostólico)
- Mikołaj Kurowski † (1395 - 1399)
- Wojciech Jastrzębiec † (1399 - 1412)
- Piotr Wysz Radoliński † (1412 - 1414)
- Andrzej Łaskarz Gosławski † (1414 - 1426)
- Mirosław Brudzewski † (1426 - 1427)
- Stanisław Ciołek † (1428 - 1437)
- Andrzej Bniński † (1438 - 1479)
- Uriel Górka † (1479 - 1498)
- Jan Lubrański † (1498 - 1520)
- Piotr Tomicki † (1520 - 1523)
- Jan Latalski † (1525 - 1536)
- João da Lituânia † (1536 - 1538)
- Stanisław Oleśnicki z Pinczowa † (1538 - 1539)
- Sebastian Branicki † (1539 - 1544)
- Paweł Dunin Wolski † (1544 - 1546)
- Benedykt Izdbieński † (1546 - 1553)
- Andrzej Czarnkowski † (1553 - 1562)
- Adam Konarski † (1562 - 1574)
  - Sede vacante (1574-1577)
- Łukasz Kościelecki † (1577 - 1597)
- Jan Tarnowski † (1597 - 1600)
- Wawrzyniec Goślicki † (1601 - 1607)
- Andrzej Opaliński † (1607 - 1623)
- Jan Wężyk † (1624 - 1627)
- Maciej Łubieński † (1627 - 1631)
- Adam Nowodworski † (1631 - 1634)
- Henryk Firlej † (1635 - 1635)
- Andrzej Szołdrski † (1636 - 1650)
- Kazimierz Florian Czartoryski † (1650 - 1655)
- Wojciech Tolibowski † (1655 - 1663)
- Stefan Wierzbowski † (1663 - 1687)
- Stanisław Jan Witwicki † (1687 - 1698)
- Mikołaj Stanisław Święcicki † (1699 - 1707)
  - Sede vacante (1707-1710)
- Mikołaj Bartłomiej Tarło † (1710 - 1715)
- Krzysztof Antoni Szembek † (1716 - 1720)
- Piotr Tarło † (1720 - 1722)
- Jan Joachim Tarło † (1723 - 1732)
- Stanisław Józef Hozjusz † (1733 - 1738)
- Teodor Kazimierz Czartoryski † (1739 - 1768)
- Andrzej Stanisław Młodziejowski † (1768 - 1780)
- Antoni Onufry Okęcki † (1780 - 1793)
- Ignacy Jan Zygmunt von Raczyński † (1794 - 1806)
  - Sede vacante (1806-1809)
- Tymoteusz Gorzeński † (1809 - 1821)
  - Sé unida à Arquidiocese de Gniezno (1821-1946)
- Walentyn Dymek † (1946 - 1956)
- Antoni Baraniak, S.D.B. † (1957  - 1977)
- Jerzy Stroba † (1978 - 1996)
- Juliusz Paetz † (1996 - 2002)
- Stanisław Gądecki (2002 - 2025)
- Zbigniew Jan Zieliński (desde 2025)